# Куп победника купова у фудбалу 1966/67.
Куп победника купова 1966/1967. је било седмо издање клупског фудбалског такмичења које је организовала УЕФА.
Такмичење је трајало од септембра 1966. до 31. маја 1967. године. Бајерн Минхен је у финалу био успешнији од Рејнџерса и освојио први трофеј Купа победника купова. Финална утакмица одиграна је на стадиону Макс Морлок у Нирнбергу. Најбољи стрелац такмичења био је нападач Стандарда из Лијежа Класен са 10 постигнутих голова.

## Резултати

### Прелиминарна рунда
| Меч | Клуб  | Држава | укупан рез. | Држава  | Клуб           | 1. утак. | 2. утак. |
| --- | ----- | ------ | ----------- | ------- | -------------- | -------- | -------- |
| 1   | Валур | Исланд | 2:9         | Белгија | Стандард Лијеж | 1:1      | 1:8      |

### Први круг
| Меч | Клуб           | Држава          | укупан рез. | Држава          | Клуб             | 1. утак. | 2. утак. |
| --- | -------------- | --------------- | ----------- | --------------- | ---------------- | -------- | -------- |
| 1   | ОФК Београд    | СФРЈ            | 1:6         | СССР            | Спартак Москва   | 1:3      | 0:3      |
| 2   | Рапид Беч      | Аустрија        | 9:3         | Аустрија        | Галатасарај      | 4:0      | 5:3      |
| 3   | Шамрок роверси | Ирска           | 8:2         | Луксембург      | Спора Луксембург | 4:1      | 4:1      |
| 4   | Татран Прешов  | Чехословачка    | 3:4         | Западна Немачка | Бајерн Минхен    | 1:1      | 2:3      |
| 5   | Фјорентина     | Италија         | 3:4         | Мађарска        | Ђер              | 1:0      | 2:4      |
| 6   | АЕК Атина      | Грчка           | 2:4         | Португалија     | Брага            | 0:1      | 2:3      |
| 7   | Хемие Лајпциг  | Источна Немачка | 5:2         | Пољска          | Легија Варшава   | 3:0      | 2:2      |
| 8   | Стандард Лијеж | Белгија         | 6:1         | Кипар           | Аполон Лимасол   | 5:1      | 1:0      |
| 9   | Сервет         | Швајцарска      | 3:2         | Финска          | АИФК             | 1:1      | 2:1      |
| 10  | Флоријана      | Малта           | 1:7         | Холандија       | Спарта Ротердам  | 1:1      | 0:6      |
| 11  | Стразбур       | Француска       | 1:10        | Румунија        | Стеауа Букурешт  | 1:0      | 1:1      |
| 12  | Свонзи Сити    | Велс            | 1:5         | Бугарска        | Славија Софија   | 1:1      | 0:4      |
| 13  | Гленторан      | Северна Ирска   | 1:5         | Шкотска         | Рејнџерс         | 1:1      | 0:4      |
| 14  | Скеид          | Норвешка        | 4:5         | Шпанија         | Реал Сарагоса    | 3:2      | 1:3      |
| 15  | Олборг         | Данска          | 1:2         | Енглеска        | Евертон          | 0:0      | 1:2      |

Слободни:  Борусија Дортмунд 

### Други круг
| Меч | Клуб           | Држава          | укупан рез.  | Држава          | Клуб              | 1. утак. | 2. утак. |  |
| --- | -------------- | --------------- | ------------ | --------------- | ----------------- | -------- | -------- |  |
| 1   | Спартак Москва | Совјетски Савез | 1:2          | Аустрија        | Рапид Беч         | 1:1      | 0:1      |  |
| 2   | Шамрок роверси | Ирска           | 3:4          | Западна Немачка | Бајерн Минхен     | 1:1      | 2:3      |  |
| 3   | Ђер            | Мађарска        | 3:2          | Португалија     | Брага             | 3:0      | 0:2      |  |
| 4   | Хемие Лајпциг  | Источна Немачка | 2:2( п.г.г.) | Белгија         | Стандард Лијеж    | 2:1      | 0:1      |  |
| 5   | Сервет         | Швајцарска      | 2:1          | Холандија       | Спарта Ротердам   | 2:0      | 0:1      |  |
| 6   | Стразбур       | Француска       | 1:2          | Бугарска        | Славија Софија    | 1:0      | 0:2      |  |
| 7   | Рејнџерс       | Шкотска         | 2:1          | Западна Немачка | Борусија Дортмунд | 2:1      | 0:0      |  |
| 8   | Реал Сарагоса  | Шпанија         | 2:1          | Енглеска        | Евертон           | 3:1      | 2:1      |  |

### Четвртфинале
| Меч | Клуб      | Држава     | укупан рез.  | Држава          | Клуб           | 1. утак. | 2. утак. |
| --- | --------- | ---------- | ------------ | --------------- | -------------- | -------- | -------- |
| 1   | Рапид Беч | Аустрија   | 1:2( п.с.н.) | Западна Немачка | Бајерн Минхен  | 1:0      | 0:2      |
| 2   | Ђер       | Мађарска   | 2:3          | Белгија         | Стандард Лијеж | 2:1      | 0:2      |
| 3   | Сервет    | Швајцарска | 1:3          | Бугарска        | Славија Софија | 3:0      | 1:1      |
| 4   | Рејнџерс  | Шкотска    | 2:2(п.г.г.)  | Шпанија         | Реал Сарагоса  | 2:0      | 0:2      |

### Полуфинале
| Меч | Клуб           | Држава          | укупан рез. | Држава  | Клуб           | 1. утак. | 2. утак. |
| --- | -------------- | --------------- | ----------- | ------- | -------------- | -------- | -------- |
| 1   | Бајерн Минхен  | Западна Немачка | 5:1         | Белгија | Стандард Лијеж | 2:0      | 3:1      |
| 2   | Славија Софија | Бугарска        | 0:2         | Шкотска | Рејнџерс       | 0:1      | 0:1      |

### Финале
| Меч | Клуб          | Држава          | укупан рез.  | Држава  | Клуб     |
| --- | ------------- | --------------- | ------------ | ------- | -------- |
| 1   | Бајерн Минхен | Западна Немачка | 1:0( п.с.н.) | Шкотска | Рејнџерс |

| Освајач Купа победника купова у фудбалу 1966/67. |
| ------------------------------------------------ |
| Бајерн Минхен 1. Титула                          |